# Villa Zeno
Villa Zeno (nota anche come Il Donegal), situata a Donegal di Cessalto in provincia di Treviso, è una villa veneta progettata dall'architetto Andrea Palladio intorno al 1554. L'edificio è dal 1996 nell'elenco dei patrimoni dell'umanità dell'UNESCO, assieme alle altre ville palladiane del Veneto.
Il complesso appare (al 2025) in stato di abbandono, a parte la barchessa, ancora utilizzata come magazzino per attrezzatura agricola.

## Storia
Non è certa la datazione del progetto per la villa Zeno a Cessalto, una delle meno conosciute e certo la più orientale (geograficamente parlando) fra le ville palladiane. Ipotesi recenti fissano il progetto al 1554, vale a dire non appena Marco Zeno acquisisce la proprietà della tenuta di Cessalto, e ciò è ben compatibile con le evidenti affinità formali con altre ville dello stesso periodo come Villa Saraceno a Finale di Agugliaro e Villa Caldogno. Precedenti ipotesi attribuiscono la committenza a 4-5 anni dopo, nel 1558 - 1559, quando Marco Zeno era divenuto podestà di Vicenza, dove avrebbe incontrato Palladio.
Sicuramente autografa, è pubblicata sui Quattro libri dell'architettura con grandi barchesse ad angolo retto, in realtà non realizzate sino ai primi decenni del Seicento. Senza dubbio il progetto palladiano interviene trasformando un edificio preesistente, e ciò potrebbe spiegare alcune singolarità della pianta. Pesantemente modificata nel corso dei secoli, attualmente la villa non mostra più la finestra termale originaria, tamponata nel Settecento.
Nel 1953 l'edificio fu vincolato e dal 1959 l'allora Ente per le Ville Venete iniziò ad occuparsi dello stato di conservazione del complesso. La villa è stata inserita nel 1996 nel Patrimonio dell'umanità dell'UNESCO "Vicenza e le ville palladiane del Veneto".
La villa ha subito dei restauri nel 2014.
La sola barchessa è ancora usata (al 2025) come magazzino per attrezzatura agricola. Il resto della villa appare abbandonato.

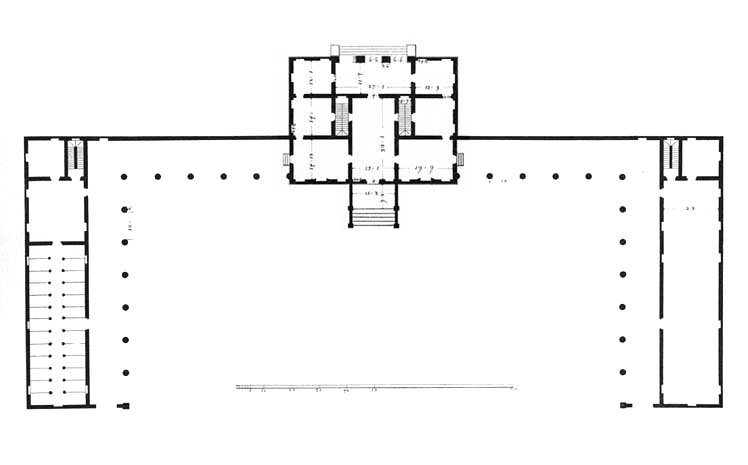
Piantina (Ottavio Bertotti Scamozzi, 1781)
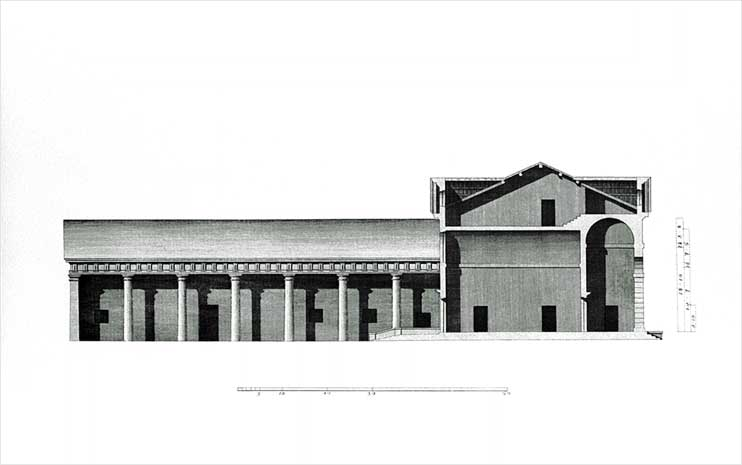
Sezione (Ottavio Bertotti Scamozzi, 1781)

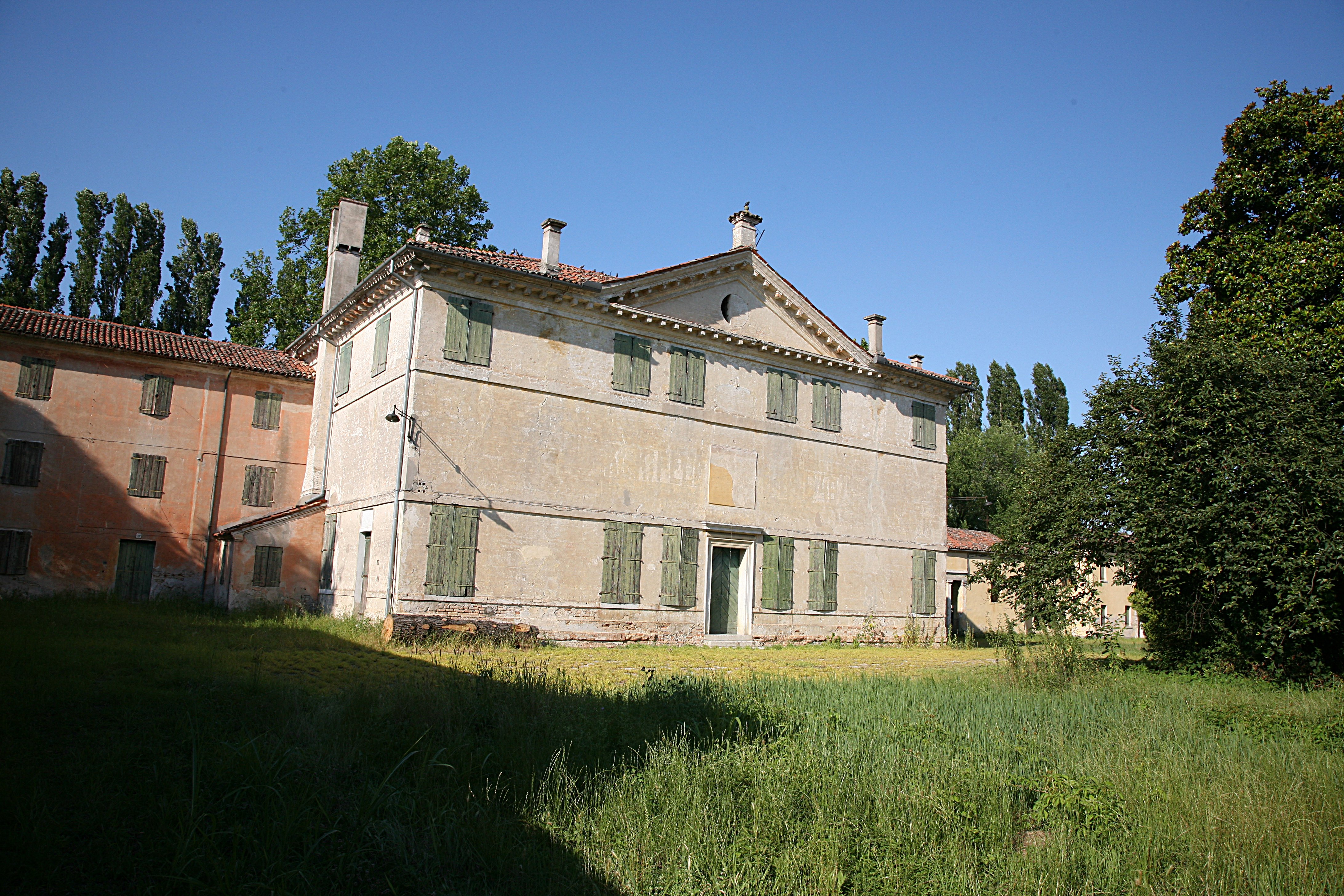
Prospetto posteriore nel 2007, prima dei restauri
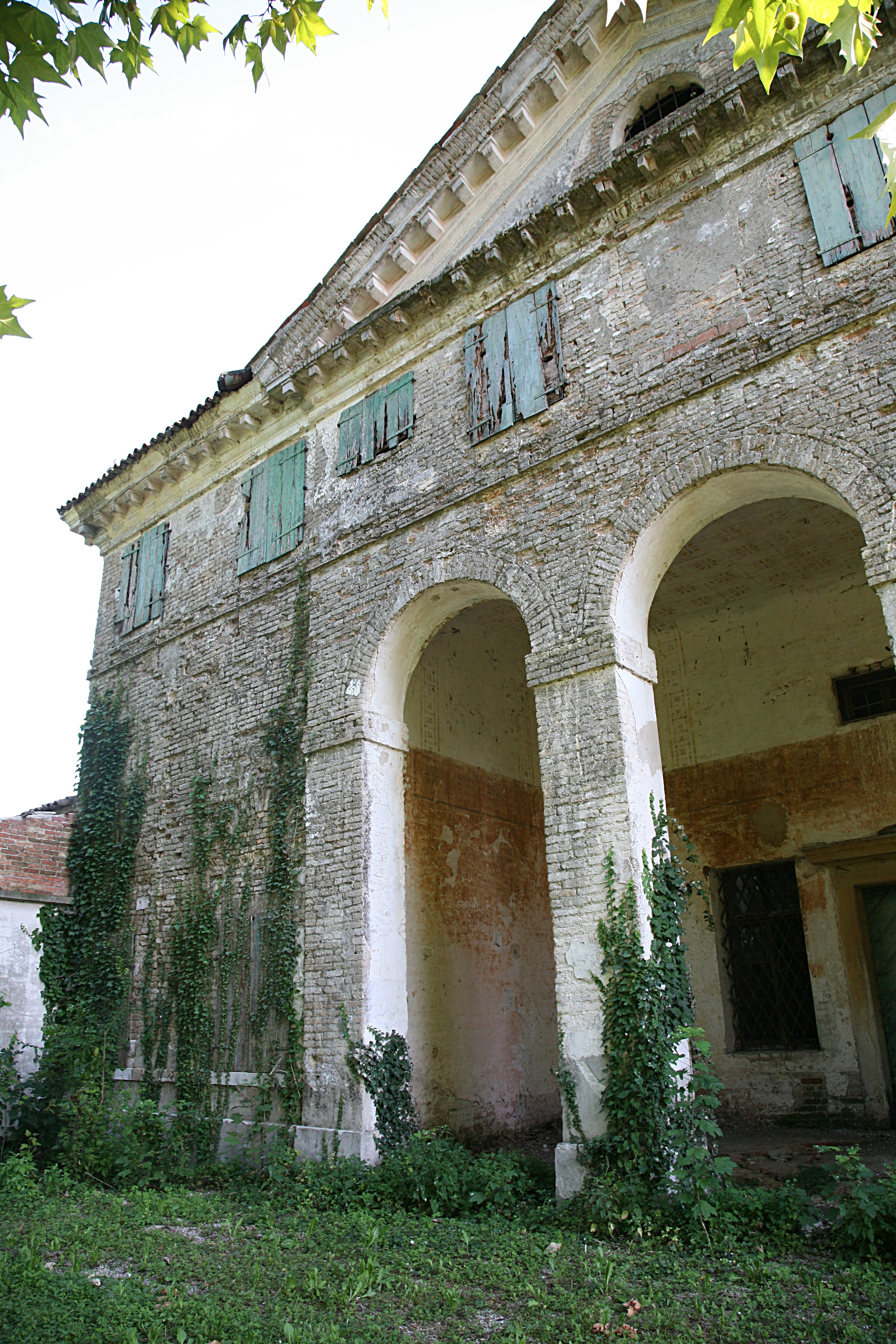
Dettaglio della facciata (2007) prima dei restauri